# Lasiopogon canus
Lasiopogon canus là một loài ruồi trong họ Asilidae. Lasiopogon canus được Cole & Wilcox miêu tả năm 1938. Loài này phân bố ở vùng Tân Bắc giới.